# Medizinische Universität Plewen
Die Medizinische Universität Plewen (oft auch Medizinische Universität Pleven; bulgarisch: Медицински университет Плевен, Medizinski uniwersitet Plewen) ist eine 1974 gegründete medizinische Universität in der bulgarischen Stadt Plewen. Sie hat 750 Studenten, etwa 340 wissenschaftliche Angestellte und gliedert sich in 2 Fakultäten.